# Леквио Танаро
Леквио Танаро (итал. Lequio Tanaro) је насеље у Италији у округу Кунео, региону Пијемонт.
Према процени из 2011. у насељу је живело 418 становника. Насеље се налази на надморској висини од 329 м.

## Становништво
Према резултатима пописа становништва 2011. у општини је живело 819 становника.
| 1936. | 1951. | 1961. | 1971. | 1981. | 1991. | 2001. | 2011. |
| ----- | ----- | ----- | ----- | ----- | ----- | ----- | ----- |
| 1.332 | 1.215 | 920   | 790   | 666   | 629   | 683   | 819   |